# Ernst Sträussler
Ernst Sträussler (ur. 17 czerwca 1872 w Ungarisch-Hradisch, zm. 11 lipca 1959 w Wiedniu) – austriacki lekarz neurolog i psychiatra. Razem z Gerstmannem i Scheinkerem opisał rzadką chorobę, znaną obecnie jako zespół Gerstmanna-Sträusslera-Scheinkera.
Ernst Sträussler studiował w Wiedniu i tytuł doktora medycyny otrzymał w 1895. Następnie pracował w klinice Juliusa Wagnera-Jauregga i kierował oddziałem neurologicznym szpitala garnizonowego w Pradze. W 1907 uzyskał habilitację z psychiatrii i neurologii. W 1915 został profesorem nadzwyczajnym i w 1919 roku przeniósł się do Wiednia. Zajmował się przede wszystkim neuropatologią i psychiatrią sądową.

## Wybrane prace
- Eine Variation im Verlaufe der Pyramidenbahn. Neurologisches Centralblatt 20, ss. 834-836 (1901)
- Ueber Verändarungen der motorischen Rückennarkszellen nach Resection und Ausreissung peripherer Nerven. Jahrb. f. Psychiat. 21, ss. 1-37 (1902)
- Ueber einen Todesfall durch das sogenannte acute umscriebene Oedem (Quincke'sche Krankheit). Prag. med. Wchnschr. 28, ss. 597-599 (1903)
- Ueber eine eigenartige Missbildung des Zentralnervensystems. Jahrb. f. Psychiat. 25, ss. 1-56 (1904)
- Die histopathologischen Veranderungen des Kleinhirns bei der progressiven Paralyse mit Berücksichtigung des klinischen Verlaufes und der Differentialdiagnose. Jahrb. f. Psychiat. 27, ss. 7-124 (1906)
- Anlage- und Bildungsfehler des Centralnervensystems, Anlagekrankheiten, Missbildungen, Heredodegeneration. Handbuch der Neurolologie des Ohres. Berlin-Wien, 1928